# Митрополит скопски Фирмилијан
Фирмилијан Дражић (световно име Димитрије Дражић; 20. август 1852 — 7. децембар 1903) био је скопски митрополит, од 1902. до 1903. године. Први је Србин на челу Скопске епархије након укидања Пећке патријаршије.

## Један од најученијих свештеника
Рођен је у Шапцу 20. августа 1852. године као Димитрије Дражић. У Шапцу је завршио гимназију, и четири године је био трговац. Замонашио се 1869. године у манастиру Петковици. Богословију је похађао у Београду. Теологију је студирао прво на острву Халки у Мраморном мору, а онда у Атини. Филозофију је студирао у Прагу, након београдске богословије. Да би се издржавао у Чешкој, радио је и као зидарски помоћник. Од 1876. до 1878. године администрирао је Врањском епархијом. Током 1880. изабран је за професора београдске богословије. Сматрали су га једним од најученијих и најактивнијих представника цркве.

## Ректор богословије
Током 1883. године нудили су му тада упражњен положај митрополита Србије, али Фирмилијан је одбио ту част. Након тога постао је архимандрит. Био је учитељ краљевића Александра Обреновића. Када је изабран за ректора београдске богословије основао је фонд сиромашних богослова и као новину увео јавна предавања. Једно време уређивао је Весник Српске Цркве. Један је од оснивача Друштва Свети Сава током 1886. године. Отишао је у Чикаго 1891. године на позив америчких Срба и ту је једно краће време био њихов парох.

## Борба за Скопску епархију и избор за митрополита
Након Америке отишао је у Цариград да одатле помогне српској цркви. Било је то тешко време за српску православну цркву унутар Османскога царства, јер су Цариградска патријаршија и Бугарска егзархија имале званичне дозволе турских власти за несметан рад, а српска црква је морала да ради илегално или у оквирима Цариградске патријаршије. Бугарски егзархат је настојао да спречи функционисање Српске православне цркве у делу Старе Србије који углавном обухвата данашњу Македонију. Рад Егзархата био је најпре усмерен на преотимање патријаршијских цркава и протеривање њихових свештеника, а затим и на све оне који су се опирали бугаризацији. На удару су се убрзо нашли и српски свештеници, учитељи и народни прваци. Српска црква је имала право да дјелује само у оквиру Цариградске патријаршије, која је била под грчком контролом. У Цариграду је Фирмилијан блиско сарађивао са Стојаном Новаковићем. Пет година је трајала дипломатска борба за скопску митрополијску столицу. Изабран је 1897. за администратора Скопске епархије, а 1899. за митрополита Скопске епархије. Након укидања Пећке патријаршије био је први Србин, који је добио тај положај. Међутим због великих отпора рукоположен је тек 15. јуна 1902.
Пошто је у то време у Турском царству још увек важила подела народности на званичне милете, владику Фирмилијана је забрињавало одсуство званичног признања српског милета, услед чега су Срби били убрајани у "Румски милет" (под доминацојом грчких Фанариота) или у "Бугарски милет" (под доминацијом Бугарске егзархије). У том смислу, владика се 12. августа 1903. године пожалио конзулу Краљевине Србије у Скопљу: "У турској царевини уопште све су народности подељене: 1. на мусломане, 2. на Грке (рүм-милет) и 3. на Бугар-милет, а Срба нема нигде па и ако су ове земље Турци узели само од Срба и Срби су у њима живели и имали своју царевину а данас пред Турцима нема их нигде означених и забележених као Срба као да их никад није ни било!" Тиме је владика указао на потребу да у Турском царству и Срби буду признати под својим народним именом.
Након што је постао митрополит оптуживан је више пута због пијанства и неморала. Био је блиско повезан са озлоглашеним Јованом Ћирковићем, што га је довело на лош глас међу Србима у митрополији. Митрополит Фирмилијан је умро 1903. године у Београду, у 52. години, као гост код свог брата Пере Дражића хотелијера.
Објавио је 10 књига богословско-теолошког садржаја:
- I-III - "Тумачење јеванђеља са беседама",
- IV - Парохиалник Требник,
- V - Догматичко богословље I,
- VI - Догматичко богословље II,
- VII - Библијко пастирски део,
- VIII - Догматичко морални део,
- IX - Уџбеници и хришћански дом,
- X - Поучни део,